# 伊藤氏貴
伊藤 氏貴（いとう うじたか、1968年 - ）は、千葉県出身の文芸評論家、明治大学文学部文芸メディア専攻教授。日本近代文学会、江古田文学会会員。2014年に始まった高校生直木賞を企画した。

## 来歴
- 聖徳学園小学校卒業
- 麻布中学校・高等学校卒業
- 早稲田大学第一文学部文芸専修卒業
- 日本大学大学院芸術学研究科修士課程修了
- 1998年「告白の文学性、あるいは文学の告白性 -近代日本文学を中心に」で博士（芸術学）（日本大学）[3]
- 2008年明治大学専任講師
- 2012年 准教授

## 受賞歴
- 第45回群像新人文学賞（2002年）評論部門：「他者の在処」[4][5]

## 活動
- 日本大学芸術学部文芸学科非常勤講師（〜2009年度迄）
- 聖徳学園中学校・高等学校講師
- 江古田文学賞選考委員歴任
- 『季刊文科』編集委員[6]
- 「高校生直木賞」実行委員会代表[7]
- 教育出版『精選国語総合』『精選現代文』代表編集者

### 著作
- 『告白の文学：森鷗外から三島由紀夫まで』（鳥影社 2002年）
- 『奇跡の教室：エチ先生と『銀の匙』の子どもたち：伝説の灘校国語教師・橋本武の流儀』（小学館 2010年）文庫 2012年）ISBN 978-4094087734
- 『奇跡を起こすスローリーディング』（日本文芸社 2011年）ISBN 978-4537258752
- 『Like a KIRIGIRISU 〝保障のない人生”を安心して生きる方法」（KADOKAWA 2013年）ISBN 978-4047291225
- 『漱石と猫の気ままな幸福論』PHP文庫 2016
- 『美の日本 「もののあはれ」から「かわいい」まで』（明治大学リバティブックス）明治大学出版会、2018.3
- 『同性愛文学の系譜 日本近現代文学におけるLGBT以前/以後』勉誠出版 2020/

### 論文
- 「『こころ』——あるいは恋の手本」（「江古田文学」52号、2003年）
- 「〈私〉の行方──私小説の詩学」（「群像」2002年）

### 雑誌
- 雑誌 本の話「私はこう読んだ」（書評）
- 雑誌 文學界 新人小説月評
- 雑誌 週刊金曜日 書評委員

### 新聞連載
- 週刊読書人 文芸月評
- 読売新聞 ベストセラー怪読

### テレビ
- クローズアップ現代（NHK 2009年6月2日）出演
- あさイチ（NHK 2011年11月29日）出演
- オデッサの階段（フジテレビ 2012年～2013年）監修
- ザ・プロファイラー（NHK BSプレミアム 2014年10月15日）出演
- Rの法則（NHK2015年1月15日）出演
- おはよう日本(NHK2015年3月21日）出演
- シューイチ（日本テレビ2015年6月15日）コメント出演
- アッコにおまかせ（TBS2015年6月15日）コメント出演
- ミヤネ屋（読売テレビ2015年7月17日）コメント出演

### ラジオ
- 「ベストセラーチャンネル」（FM東京 2012年1月20日）出演
- 「私も一言！ 夕方ニュース」（NHK第1 2014年10月22日）出演